# Georges Alexis Mocquery
Georges Alexis Mocquery, né le 26 décembre 1772 à Eaux-Puiseaux (alors Auxon) en Champagne et mort le 19 mars 1847 à Saint-Avertin en Indre-et-Loire, est un général français de la Révolution et de l’Empire.

## Biographie
Il entre en service le 22 septembre 1791 dans le 2e bataillon de volontaires de l'Yonne Passé lieutenant le 22 septembre 1792, il est blessé le 18 mars 1793 à la bataille de Neerwinden. Il est nommé capitaine le 12 avril 1794 et devient aide de camp du général Bonnard le 25 juillet 1795. Il fait les campagnes de 1792 à 1801 dans les armées du Nord, de Sambre-et-Meuse, de Mayence, de Batavie et des côtes de la Manche.
Il est promu chef de bataillon le 31 janvier 1803 et fait chevalier de la Légion d’honneur le 14 juin 1804. Affecté à l’armée d’Espagne, il prend le commandement d’un bataillon du 47e régiment d’infanterie de ligne le 15 mai 1807 Le 14 juillet 1808, il se distingue à la bataille de Medina de Rioseco. Il est nommé colonel le 28 août 1808 et est promu officier de la Légion d’honneur le 4 septembre suivant. 
Le 28 juillet 1809, il est désigné comme gouverneur de Tolède et se trouve dans cette garnison avec 1 200 Polonais, face à une population mutinée à maintenir, lorsqu'il est canonné pendant 10 jours consécutifs par un corps de 10 à 12 000 hommes de l’armée espagnole. Sommé de se rendre et attaqué à plusieurs reprises par de fortes colonnes, sa défense efficace fait échouer les tentatives ennemies en leur infligeant des pertes sévères. Tolède, qui est d’une importance majeure pour l’armée française, est ainsi conservé et Joseph Bonaparte apprécie la défense de ce poste par son chef. Nommé sous-chef d'état major du corps d'armée d'Andalousie sous les ordres du maréchal Soult, il participe au second siège de Badajoz et à la bataille d'Albuera le 16 mai 1811.
Mocquery est promu général de brigade le 6 août 1811 et créé baron de l’Empire le même jour. Il est employé comme chef d’état-major du Ier corps devant Cadix, puis comme commandant de la 2e brigade de la 6e division d’infanterie jusqu’au 13 décembre 1813, où il a le bras gauche fracturé à la bataille de Saint-Pierre-d'Irube. Sa blessure le contraint à quitter l'armée.
Lors de la Première Restauration, il est fait chevalier de Saint-Louis en août 1814 et commandeur de la Légion d’honneur le 14 février 1815 par le roi Louis XVIII. Pendant les Cent-Jours, il commande le 22 avril 1815 le département de la Sarthe. Il est mis en non activité à la Seconde Restauration. Élevé au grade de lieutenant général le 23 mai 1825, il est admis à la retraite en 1834.
Il est maire de Saint-Avertin de 1837 à 1847.

## Décorations
- Commandeur de la Légion d’honneur le 14 février 1815.
- Chevalier de Saint-Louis en août 1814.

## Sources
- Ressource relative à la vie publique :   - base Léonore
- (en) « Generals Who Served in the French Army during the Period 1789 - 1814: Eberle to Exelmans »
- Thierry Pouliquen, « Les généraux français et étrangers ayant servis [sic] dans la Grande Armée » (consulté le 30 juin 2014)
- « La noblesse d’Empire » (consulté le 30 juin 2014)
- Baptiste-Pierre Courcelles, Dictionnaire historique et biographique des généraux français : depuis le onzième siècle jusqu'en 1822, vol.7, l’Auteur, 1822, 502 p. (lire en ligne), p. 440.
- « Cote LH/1891/40 », base Léonore, ministère français de la Culture
- Antoine Jay, Etienne de Jouy et Jacques Marquet de Norvins, Biographie nouvelle des contemporains ou dictionnaire historique et raisonné de tous les hommes qui, depuis la Révolution française ont acquis de la célébrité par leurs actions…, tome 13, Paris, librairie historique, janvier 1823, 504 p. (lire en ligne), p. 395.
- (pl) « Napoléon.org.pl »